# Narcine brasiliensis
Narcine brasiliensis — вид скатів роду Narcine родини Narcinidae ряду електричних скатів. Це хрящові риби, які ведуть донний спосіб життя, з крупними, сплощеними грудними та черевними плавцями у формі диску, вираженим хвостом і двома спинними плавцями. Вони здатні генерувати електричний струм. Мешкають у південно-західній частині Атлантичного океану на глибині до 43 м. Максимальна зареєстрована довжина 54 см.

## Таксономія
Вперше вид було науково описано в 1831 році. Згідно з проведеною систематичною ревізією з широко розповсюдженого виду Narcine brasiliensis було виділено підвиди Narcine bancroftii, який мешкає біля узбережжя Північної Кароліни, США, в деяких частинах Мексиканської затоки, в Карибському морі, на Великих і Малих Антильських островах і біля північного узбережжя Південної Америки, і Narcine brasiliensis, який є ендеміком південно-західної Атлантики (Бразилія, Уругвай та Аргентина).

## Розповсюдження
Narcine brasiliensis мешкають в західній частині Атлантичного океану південно-західної Атлантики (Бразилія, Уругвай та Аргентина). Ці скати зустрічаються на мілководді на глибині до 43 м, інколи біля коралових рифів, вони надають перевагу піщаному або мулистому дну.

## Опис
У цих скатів овальні та заокруглені грудні та черевні диски та короткий хвіст. Є два спинні плавці. Біля основи грудних плавців перед очима крізь шкіру проглядають електричні парні органи у формі нирок, які тягнуться вздовж тіла до кінця диску. Забарвлення дорсальної поверхні тіла блідого піщаного кольору. Спина вкрита темними плямами неправильної форми. На спині є дві смужки. Рило темне.

## Спосіб життя
Narcine brasiliensis є донними рибами, які ведуть нічний спосіб життя. У денний час переважно перебувають у нерухомому стані. Полюбляють теплі води. Раціон складається в основному з поліхетів і кільчастих червів. Крім того, вони поїдають молодих морських змій, актиній, невеликих костистих риб і ракоподібних. Ці скати закопуються в ґрунт так, що ззовні залишаються лише очі. Narcine brasiliensis розмножуються яйцеживонародженням, ембріони вилуплюються з яєць в утробі матері. В посліді 4—15 новонароджених. Вони здатні генерувати електричний струм силою 14—37 вольтів, який використовують для полювання та захисту. Завдяки щелепам, які сильно висуваються, вони здатні добувати жертву з ґрунту. Контакт цього ската зі шкірою людини може викликати сильний шок. Крім основного електричного органа у Narcine brasiliensis є білатеральний додатковий електричний орган, який, ймовірно, служить для соціальної комунікації.

## Взаємодія з людиною
Ці скати не становлять інтересу для комерційного рибного промислу, однак, в Бразилії їх утримують в домашніх акваріумах. Оскільки вони здатні завдати відчутного електричного удару, з ними необхідно поводитись обережно. Інколи вони попадаються як прилов при комерційному промислі креветок тралом. Даних для оцінки Міжнародним союзом охорони природи статусу збереженості виду недостатньо.